# Медицински отдел
Медицински отдел е отдел, който отговаря за медицинското осигуряване на българската армия.

## История
Още през Руско-турската война се организира санитарна част към българското опълчение в състав „старши врач“, 6-има лекари на дружини и 36 фелдшери. За старши врач е назначен д-р Константин Бонев, който през 1879 г. става главен лекар на българската войска. През декември 1879 г. е издадено „Привременно положение за българската войска“, с което се урежда въпроса за санитарното обслужване на армията. На 9 ноември 1882 г. е издадено „Положение за медицинската и ветеринарната част във войската“, с което се регламентира дейността на санитарната служба. През 1885 г. с избухването на Сръбско-българската война медицинското отделение се преобразува в Санитарно управление при Главната квартира на войската. Състои се от две санитарни управления (по 1 за източния и южния отряд), както и от пет отрядни лекари. В същото време се създава Временен военен госпитал в София и се откриват военновременни болници. Един от първите доброволчески отряди е изпратен по време на Руско-японската война и се състои от 6 души, начело с подполковник Димитър Киранов. По време на Балканските и Първата световна войни работят дивизионни, полски и етапни болници. В мирно време съществува една Общовойскова болница (чийто наследник е Военномедицинска академия) и десет дивизионни болници. През 1930 г. Военносанитарната част се преобразува във Военносанитарна служба. През март 1945 г. Службата се преобразува във Военносанитарен отдел към Щаба на войската. След 1945 г. се създава тил на българската армия, като медицинското управление е подчинено едновременно на тила и на Генералния щаб. Военнопощенския му номер е 35160. Медицинското управление участва с военномедицинска бригада в Корейската война и Виетнамската война. На 6 септември 1990 г. с МЗ № 0095 то се преподчинява на тила на българската армия. В този си вид съществува до есента на 1997 г. (военнопощенски номер 22420). На 28 юли 1997 г. със заповед №0087 на началник на Генералния щаб се преобразува в самостоятелен отдел „Медицински“, като запазва същия военнопощенски номер. С МЗ № ОХ-005 от 7 февруари 2000 г. Отдел „Медицински“ – ГЩ преминава в състава на Главно управление „Материално-техническо и медицинско осигуряване“, считано от 1 март 2000 г., без запазване на военнопощенския номер 22420.

## Наименования
- Главен лекар на българската войска (1879 – 1882)
- Медицинско отделение при Министерството на войната (1882 – 1885)
- Главно санитарно управление (1885 – 1891)
- Санитарно отделение към Административния отдел (1891 – 1895)
- Инспектор по санитарната част (1895 – 1896)
- Санитарно отделение към Административния отдел (1896 – 1902)
- Военносанитарна част (1903 – 1929)
- Военносанитарна служба (1930 – 1945)
- Военносанитарен отдел (1945 – 1955)
- Медицински отдел – МНО (1955 – 1981)
- Медицинско управление – ГЩ (1981 – 1996)
- Отдел „Медицински“ – ГЩ (1997 – 2000)

## Началници
Ръководители през годините са били:
- д-р Константин Бонев – 1879 – ?
- Санитарен подполковник (полк. от 1900 г.) Стефан Бочаров (1897 – 1903)
- санитарен генерал-майор Иван Бацаров (1915 – 1918)
- санитарен генерал-майор Владимир Руменов (1919 – 1920)
- санитарен полковник (от 1937 генерал м-р) Борис Каролев (1923 – 1939)
- санитарен генерал-майор Христо Боснев (1939 – 1944)
- генерал-майор от медицинската служба Петър Коларов (1947 – февруари 1950)
- генерал-лейтенант от медицинската служба Август Милчев (февруари – юни 1950)
- генерал-майор от медицинската служба Иван Иванов (юни 1950 – 1952)
- полковник от медицинската служба Иван Хариев (1952 – 1958)
- полковник от медицинската служба Васил Герганов (1957 – 1958), временно изпълняващ длъжността
- полковник от медицинската служба (от 1960 генерал-м-р) Марко Марков (1958 – 1985)
- генерал-майор от медицинската служба Янчо Янчев (1985 – 1988)
- генерал-майор от медицинската служба Виктор Чаушев (1988 – 1992)
- д-р Танчо Гугалов (1992 – 1993)
- полковник Николай Колев (1993 – 1998)
- полковник Николай Чобанов (1 септември 1998 – 2000)